# Brachyphaea
Brachyphaea es un género de arañas araneomorfas de la familia Corinnidae. Se encuentra en África oriental.

## Descripción
Se caracteriza por sus antenas y patas robustas y cortas, el área intercoxal del prosterno ancha y aplanada, y las tibias surcadas. Todos los fémures engrosados. Se distingue por la forma peculiar del ápice de los élitros en las hembras.

## Lista de especies
Según The World Spider Catalog 12.0:
- Brachyphaea berlandi Lessert, 1915
- Brachyphaea castanea Simon, 1896
- Brachyphaea fagei Caporiacco, 1939
- Brachyphaea hulli Lessert, 1921
- Brachyphaea proxima Lessert, 1921
- Brachyphaea simoni Simon, 1895
- Brachyphaea simpliciaculeata Caporiacco, 1949
- Brachyphaea vulpina Simon, 1896